# مشمار هعيمق
مشمار هعيمق (ب[מִשְׁמַר הָעֵמֶק، وتعني: حرس الوادي] خطأ: {{اللغة-؟؟}}: النص يحتوي على علامة مائلة (مساعدة)). هو كيبوتس يقع شمالي إسرائيل، وتحديدًا غربي مرج ابن عامر. يتبع الكيبوتس لإدارة مجلس مجيدو الإقليمي. مشمار هعيمق هو واحدٌ من الكيبوتسات القليلة التي لم تخضع للخصخصة وما زال يتبع النموذج الجماعي والاشتراكي التقليدي. في عام 2020 بلغ عدد سكانه نحو 1,284 نسمة.
تأسس الكيبوتس في عام 1926 على يد أفراد حركة «هشومير هتسعير» (ب[הַשׁוֹמֵר הַצָעִיר، وتعني: الحارس الشاب] خطأ: {{اللغة-؟؟}}: النص يحتوي على علامة مائلة (مساعدة))، الذين انتقلوا إلى فلسطين الانتدابية خلال الهجرة اليهودية الثالثة من بولندا. في أبريل 1948 كان الكيبوتس مركز معركة مهمة، عندما نجح في صد أول هجوم كبير لجيش التحرير العربي بقيادة فوزي القاوقجي، خلال الحرب الأهلية 1947-48 في فلسطين الانتدابية.
لطالما اعتمد اقتصاد الكيبوتس على الزراعة. ولكن اليوم يُدير الكيبوتس مصنعًا بلاستيكيًا بالشراكة مع كيبوتس غلعاد. في عام 2011 أدرجت منظمة اليونسكو الغابة قرب الكيبوتس كمحمية محيط حيوي والتي قام بزرعها سكان المنطقة. ما لا يقل عن ستة أعضاء سابقين في البرلمان الإسرائيلي الكنيست ينحدرون من مشمار هعيمق.

## الجغرافيا
تقع مشمار هعيمق في الجزء الجنوبي الغربي من مرج ابن عامر، بين طريق رقم 66 (شمال شرق الكيبوتس) وطرف مرتفعات منشه (جنوب غرب الكيبوتس). يمكن الوصول إلى مشمار هعيمق من طريق رقم 66 في المقطع بين مجيدو ويوكنعام. بجانب الكيبوتس هناك غابة مشمار هعيمق التي زرعها الصندوق القومي اليهودي وأعضاء الكيبوتس. وهي جزء من منتزه مجيدو (التسمية السابقة منتزه رموت منشه)، وهي مُدرجة كمحمية محيط حيوي من قبل اليونسكو. يتدفق عبر مشمار هعيمق أحد روافد نهر المقطع، ويُعرف باسم وادي أبو شوشة نسبةً إلى قرية أبو شوشة التي هجرت عام 1948.

## التاريخ

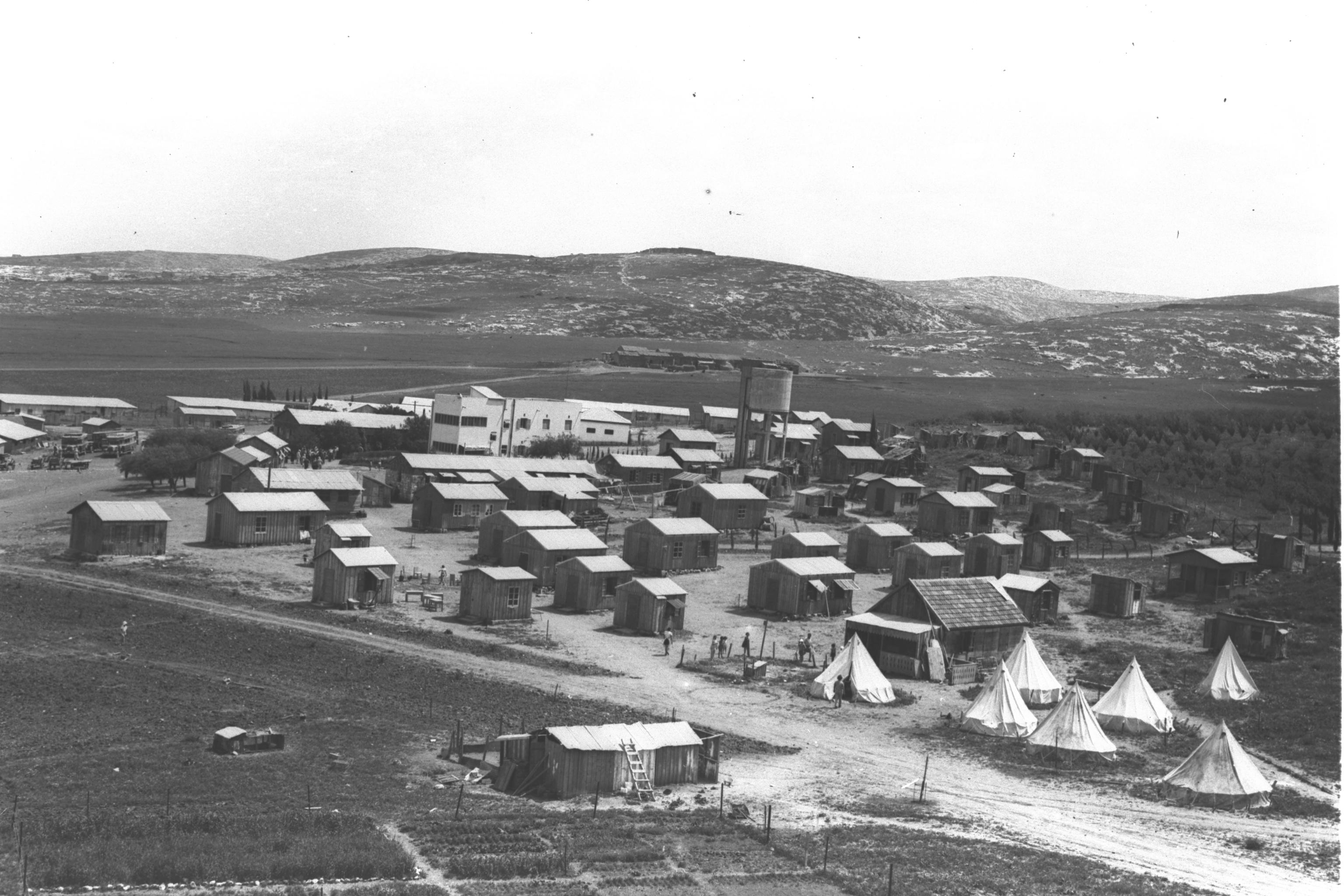
كيبوتس مشمار هعيمق في عام 1933.

خلال الموجة الرابعة من هجرة اليهود إلى فلسطين ما بين سنتي 1924 و1928، كان مرج ابن عامر في أعلى سُلم أولويات الصندوق القومي اليهودي. حيثُ أراد التمهيد لإقامة مجتمع زراعي يهودي كبير على أراضي المرج الصالحة للزراعة. وإنشاء كُتلة متجاورة من المستوطنات اليهودية وربطها مع حيفا. في عام 1924 اشترى الصندوق القومي اليهودي حوالي 30,175 دونمًا من القرى العربية قرب نهلال في الجزء الغربي من المرج. وأُقيم فيه لاحقًا العديد من المستوطنات اليهودية من ضمنها مشمار هعيمق.
عاش سكان مشمار هعيمق في حيفا وبعدها في العفولة، قبل استيطانهم في الموقع الحالي عام 1926. أقيم الكيبوتس على بعد أقل من كيلومتر جنوب قرية أبو شوشة المهجرة.
في خريف عام 1942، عندما كانت هناك مخاوف من انتصار ألمانيا في الشرق الأوسط، استخدمت المستعمرة كمعسكر تدريب للجيش البريطاني. تم تدريب 160 متطوع يهودي، أصبحوا فيما بعد أعضاء في البلماح القوة الضاربة للهاغانا، من قبل المهندسين الملكيين في تخريب وتشغيل اللاسلكي. تم تخبئة عدة أطنان من المتفجرات في مخابئ في حال وقعت المنطقة تحت الاحتلال الألماني. تم إنهاء هذا البرنامج مباشرة فور تدريب المتطوعين، وصدرت أوامر بجمع كل المعدات والمتفجرات من أجل إرجاعها إلى البريطانيين.
في عام 1947، كان عدد سكان مشمار هعيمق 550 نسمة. في 4 أبريل 1948، تعرضت المستعمرة لهجوم واسع من جانب جيش الإنقاذ العربي. بدأ الهجوم بقصف مدفعي بواسطة سبع قطع مدفعية وفرها الجيش السوري. أثناء الهجوم المضاد القادم دمر الهاغانا ثمانية قرى فلسطينية عربية مجاورة.

## الاقتصاد
يُعتبر كيبوتس مشمار هعيمق واحد من أغنى الكيبوتسات في إسرائيل. حيث يقوم على أساس هيكل اشتراكي، إذ تُعتبر جميع الممتلكات في الكيبوتس ملك جماعي، وكل المقيمين فيه يكسبون نفس القدر من المال. يقوم الاقتصاد بشكل رئيسي على الزراعة المكثفة، بما في ذلكَ المحاصيل الحقلية والبساتين والأبقار الحلوب والدواجن.
يمتلك الكيبوتس 75% من تاما (شركة مشمار هعيمق للصناعات). حيثُ تدير المصنع على أراضيها بالشراكة مع كيبوتس غلعاد، الذي يمتلك 25% من الشركة. أشارت التقديرات في عام 2015 أن إيرادات المبيعات السنوية للشركة بلغت 1.5 مليار شيكل جديد. يعملُ في المصنعِ حوالي 250 عامل، أكثر من ربعهم من سُكّانِ الكيبوتس، يقومون بتصنيعِ شباكٍ بلاستيكيةٍ تُستخدم لتجميعِ المحاصيل. تاما هي واحدة من أكبر الشركات في العالم في صناعة هذا المنتج كشركة جون دير الأمريكية. تملك شركة تاما مصانع في ثلاثة بلدان بإجمالي عدد 900 عامل. يكسب العمال والمسؤولون في المصنع الذين يقيمون في الكيبوتس نفس القدر من المال على عكس الذين لا يقيمون فيه حيث يكسبون وفقًا لمناصبهم وعملهم.
كانت وما زالت الزراعة القاعدة الاقتصادية الأساسية والأولى في الكيبوتس وما زالت تشكل طابعه. كان التركيز الرئيسي في الكيبوتس منذ سنوات 2000 على تربية الدواجن وحلب الأبقار وزراعة اللوز وأشجار الزيتون وغيرها من المحاصيل الحقلية المختلفة. أما اليوم فقد طُورت العديد من الخدمات في الكيبوتس، ويُشغل بعضها على يد أعضاءٍ من الكيبوتس حصرًا. كنظام المعلومات «IDEA»، الذي يُزود برمجيات الحاسب لحوالي 70% من متاحف إسرائيل، بما في ذلك ياد فاشيم.

## التعليم

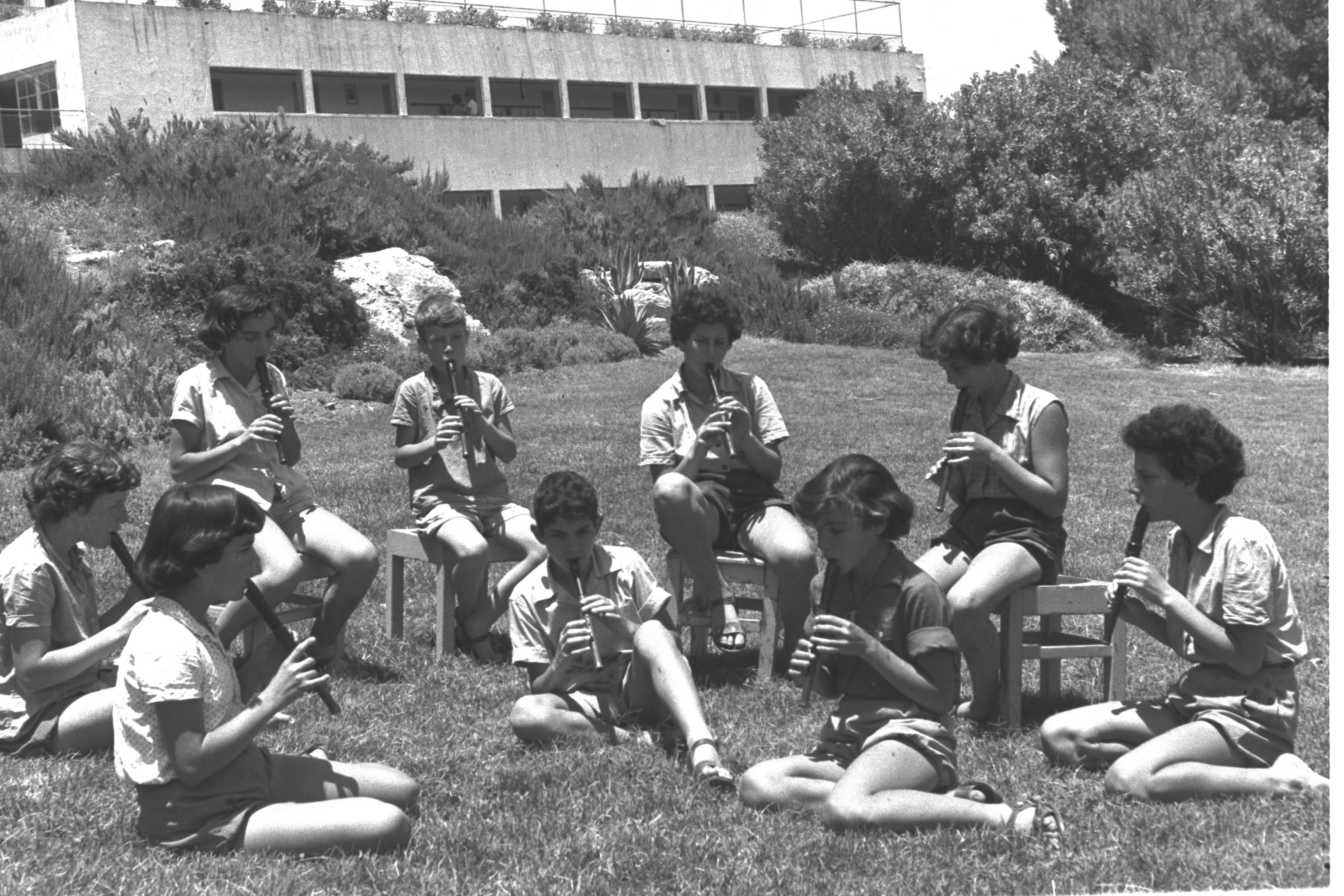
درسٌ موسيقي في الكيبوتس عام 1956.

تعليم الطفولة المبكرة متوفرٌ في مشمار هعيمق. يدرسُ أطفال الكيبوتس في مدرسةٍ ابتدائيةٍ في هزورع ثم يلتحقون بمدرسة مجيدو الثانوية قرب عين هشوفيط.
حتى تسعينات القرن الماضي كان يلتحق الطلاب من الصفوف 7 إلى 12 بمدرسة شومرية الثانوية.
تأسست مدرسة شومرية في عام 1930، وكانت المؤسسة التعليمية الإقليمية الأولى لحركة كيبوتس أرتزي (لاحقًا دُمجت هي وحركاتٌ أُخرى مع حركة الكيبوتسات). كانت بمثابة مدرسة داخلية وقد خضعت للإيديولوجية الاشتراكية لحركة هشومير هتسعير. مما أدى إلى إنشاء «مجتمع أطفال» مستقل. ولم يكن يرى الطلاب ذويهم إلا في العطلات أو أيام الزيارات الخاصة طوال العام. كان لدى الأطفال جدولًا يوميًا، يبدأ في الصباح للتعليم، وبعد الظهر للعمل، وفي المساء للأنشطة الثقافية.
كانت المدرسة في البداية تتكون من بناءٍ صغير مؤقت، لكن حركة كيبوتس أرتزي سرعان ما تكلفت في بناء مبنًى جديد. حيث بُنيت المدرسة في عام 1937، وكانت من تصميم المهندس المعماري يوسيف نويفلد. تميزت المدرسة بموقعها المرتفع عن باقي أراضي الكيبوتز للإيحاء بأهمية التعليم. قدمت المدرسة التعليم لأربعة كيبوتسات أخرى في مرج ابن عامر. انضم لاحقًا أطفالٌ من غان شموئيل وشبابٌ من حركة عليا هنوعر. بعد قيام دولة إسرائيل، تم إنشاء مدارس مماثلة في كيبوتساتٍ مختلفة.
على مر السنين أجريت العديد من الإضافات على المبنى، والذي استمر في خدمة الكيبوتس في التعليم غير الرسمي. لاحقًا لم يعد المبنى يُستخدم كمدرسة، وبعد عمليات تجديد واسعة أصبح المبنى عبارة عن مجمع مكاتب ومكتبة.

## الإحصاءات السكانية
| السنة | السكان |
| ----- | ------ |
| 1931  | 122    |
| 1945  | 390    |
| 1948  | 549    |
| 1961  | 704    |
| 1972  | 923    |
| 1983  | 822    |
| 1995  | 878    |
| 2008  | 956    |
| 2017  | 1,254  |

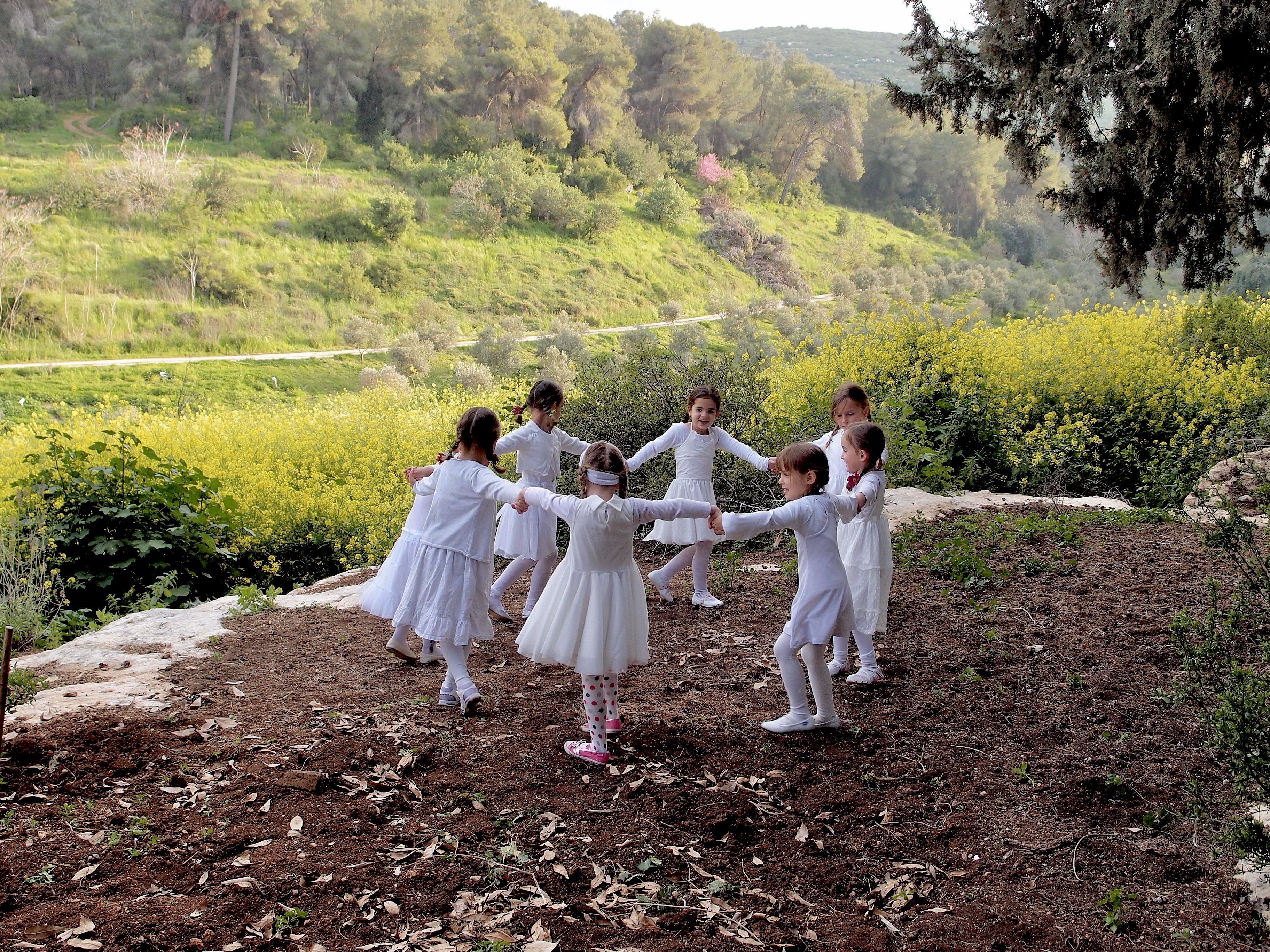
مجموعة من أطفال الكيبوتس ترقص على قمةِ تلٍ في عام 2012.

وفقًا لتعداد سكان فلسطين الذي أجرته سُلطات الانتداب البرطاني عام 1922، كان عدد سكان مشمار هعيمق نحو 122 نسمة، جميعهم يهود، ويُقيمون في 59 منزلًا. ووفقًا لإحصائياتٍ أُخرى أُجريت في عام 1945، كان عدد سكان الكيبوتس نحو 390 نسمة، وبلغت مساحته الإجمالية نحو 4,850 دونمًا، منها 114 مملوكة للقطاع العام، والباقي (4,736) مملوكة لليهود. ووفقًا للإحصائيات الإسرائيلية في عام 1948 كان في الكيبوتس 549 نسمة، وفي عام 1961 كانوا 704 نسمة، وفي عام 1972 كانوا 923 نسمة، وفي عام 1983 كانوا 822 نسمة، وفي عام 1995 كانوا 878 نسمة، وفي عام 2008 كانوا 956 نسمة، وفي 31 ديسمبر 2017 كان عددهم 1,254 نسمة.
ووفقًا لإحصاء عام 2008، فإن 22% من السكان كانوا دون سن 17 عامًا، و64% بين 18 و64 عامًا، و14% أكبر من 65 عامًا. وكان متوسط العمر 30 عامًا. انخفض عدد السكان المولودين في الخارج من 32.8% إلى 20.9% في عام 1972. وبعيدًا عن هؤلاء فقد بلغت نسبة المهاجرين نحو 41.5% حتى عام 1960، ونحو 21.3% بين عامي 1961 و1989، ونحو 24.7% بين 1990 و2001، كما انخفض متوسط عدد الأطفال المولودين لكل امرأة من 2.5% إلى 1.7% في عام 1972.
نحو 41.4% من السكان الذين تزيد أعمارهم عن 15 عامًا يعملون في المصانع، ونحو 16.4% في التعليم، ونحو 11.6% في الزراعة، ونحو 7.9% في قطاع خدمات المجتمع والخدمات الاجتماعية والشخصية وغيرها، ونحو 5.4% في العقارات والتأجير والأنشطة التجارية. حوالي 9.8% منهم يعملون خارج المنطقة المحلية. سكان مشمار هعيمق هم يهود علمانيون.

## المعالم الرئيسية
يقع كهف البلماح في مُحيطِ مشمار هعيمق قُرب الأحراش. كانت تستخدمهُ الوحدة العسكرية اليهودية بلماح خلال النزاعات مع العرب أثناء الانتداب البريطاني. بدأت البلماح استخدام الكهف في عام 1941، واختارتهُ ليكون موقعًا لتدريباتِ وحدات البلماح السرية الخاصة. كما استخدم الكهف للقاءات بين قادة البلماح. قبل استخدام الكهف من قبل البلماح كان عبارة عن مكان لعب لأطفال الكيبوتس، وقبل ذلك كان يستخدمهُ البدو كمأوى خلال ترحالهم. يُعد الكهفُ اليومَ موقعًا ثقافيًا ذو جذبٍ سياحيٍ يُديرهُ أحد أعضاء الكيبوتس.
تقع مقبرة مشمار هعيمق على مشارفِ الكيبوتس قرب كهف بلماح. يُدفنُ فيها أعضاء الكيبوتس ومن لديه صلة به. ومن بين المدفونين في المقبرة خمسة أعضاء كنيست، والعديد من الشخصيات المعروفة في المجتمع، وعددٌ قليلٌ من كبار الضباط العسكريين.
هُناك نصبٌ تذكاري للأطفالِ الذين ماتوا في المحرقة (الهولوكوست) يُطلق عليهِ (بالعبرية: פינת הגולה بينت هغولا) عمل عليهِ النحات زئيف بن تسفي (بالعبرية: זאב בן-צבי) مع طلاب الكيبوتس بين عامي 1945 و1947. ويُعتبر أول موقع تذكاري للمحرقة في إسرائيل. تضرر النُصب من قذيفةٍ أُلقت بالقُرب منهِ خلال معركة مشمار هعيمق في عام 1948، ورفض زئيف بن تسفي إصلاحهُ.